# El lunes sin falta
El Lunes... sin falta fue un programa de televisión chileno emitido en 2001 por Canal 13, los días lunes en horario estelar. Fue conducido por Álvaro Salas y Raúl Alcaíno. 

## Historia
Vino a reemplazar en su franja horaria al estelar Viva el lunes, que era animado por Cecilia Bolocco, Álvaro Salas y Kike Morandé, finalizado en enero de 2001 por la salida de Morandé de Canal 13, ya que firmó contrato con Mega para conducir su propio espacio, Morandé con compañía. Mientras Bolocco se radicó en Argentina con su entonces pareja, el político Carlos Menem, Salas se mantuvo con el equipo que producía Viva el lunes, ahora encabezado por Juan Pablo González, tras la muerte del director Gonzalo Bertrán.
Para el nuevo programa estelar de los lunes, El lunes... sin falta, Salas tuvo como coanimador a Raúl Alcaíno, quien había presentado anteriormente el estelar Noche de ronda. El programa fue emitido entre junio y diciembre de 2001, siendo renovado para una nueva temporada para el año siguiente. Una de las principales novedades del espacio fue el estreno del personaje humorístico «Yerko Puchento» —encarnado por Daniel Alcaíno— que era una parodia del comentarista de espectáculos Carlos Tejos; el personaje trascendió el programa y se consolidó posteriormente en el estelar Vértigo del mismo canal.
En febrero de 2002, la hasta entonces presentadora de TVN Margot Kahl fue contratada por Canal 13, y destinada como tercera coanimadora de la nueva temporada de El lunes sin falta. Sin embargo, esto incomodó a sus presentadores; Alcaíno no renovó contrato con el canal, mientras que Salas se negó a compartir escena con Kahl. Por ello, el programa fue cancelado, creándose un nuevo estelar llamado Por fin es lunes que condujo Kahl con Coco Legrand, en su primera temporada, y con Antonio Vodanovic en la segunda. 